# Carlo Lizzani
Carlo Lizzani (Róma, 1922. április 3. – Róma, 2013. október 5.) olasz filmrendező, forgatókönyvíró, színész, az olasz neorealizmus egyik kiemelkedő képviselője.
Számos műfajban készített filmeket. Játékfilmek mellett rendezett dokumentumfilmeket, történelmi tárgyú féldokumentarista játékfilmet (Mussolini végnapjai), krimit, politikai krimit (Sötét Torino), westernfilmet, azaz spagettiwesternt (Nyugodjanak békében!), de számos más műfajban is kipróbálta magát, nagy hazai és nemzetközi sikereket aratva. Ezek többségére mély társadalomismeret és éles társadalomkritika jellemző.
Több filmesztétikai, filmtörténeti könyve, cikke olvasható magyarul is különféle folyóiratokban, gyűjteményes kiadásokban.

## Élete
Partizánként részt vett a római ellenállási mozgalomban, majd csatlakozott az Olasz Kommunista Párthoz. A felszabadulás után kezdett filmezni. Aldo Vergano 1946-ban bemutatott Il sole sorge ancora (Mégis felkel a nap) című háborús filmjének egyik forgatókönyvírója volt, és Don Camillo papot alakította benne.
Kritikusként, újságíróként a Cinema és a Bianco e Nero című lapoknak dolgozott.
Giuseppe De Santis, Roberto Rossellini és más híres olasz rendezőknek írt forgatókönyveket. Eleinte általában velük vagy másokkal közösen.
1948-ban forgatókönyvíróként működött közre Rossellini Németország a nulladik évben (Germania anno zero), 1950-ben De Santis Nincs béke az olajfák alatt (Non c'è pace tra gli ulivi) című filmjében.
Első dokumentumfilmjét, a Togliatti è ritornato (Togliatti visszatérése) Basilio Franchinával készítette. A Viaggio al sud (Utazás a délre) már első önálló rendezése volt.
Lizzani első önálló játékfilmje az 1951-ben bemutatott A bátrak csapata (Achtung! Banditi!) volt. De a magyar közönség az 1972-ben Bud Spencer főszereplésével bemutatott Sötét Torino (Torino nera) című politikai krimije kapcsán figyelt fel rá először szélesebb körben.
Magyarországon legismertebb és legtöbbet játszott filmje az 1974-ben bemutatott Mussolini végnapjai (Mussolini ultimo atto).
Már-már botrányt keltett a fiatalok körében terjedő neofasiszta eszmék riasztó valóságát bemutató San Babila egy napja (San Babila ore 20: un delitto inutile), 1976-ban.
Kritikus, esszéista volt. Az olasz film történetét feldolgozó, magyarul két kiadásban is olvasható műve 1953-ban (kibővítve 1961-ben majd 1979-ben) jelent meg.
1979-től 1982-ig a Velencei Nemzetközi Filmfesztivál fesztiváligazgatója volt.
1998-ban jelentette meg különböző műfajú írásainak gyűjteményét Attraverso il Novecento (A huszadik századon át) című kötetében, amelyben érdekes anekdoták találhatók az olasz neorealista film világáról. 2007-ben jelentette meg önéletírását Il mio lungo viaggio nel secolo breve (Hosszú utazásom a rövid században) címmel.
A Cinecittà Multimédia Művészeti Akadémia Filmmaker stúdiumának oktatója volt. 2013. október 5-én a római Via dei Gracchin levette magát lakása erkélyéről. Öngyilkosságának okaira nincs pontos magyarázat, viszont legjobb barátja, Mario Monicelli filmrendező is pontosan ugyanezen a napon, három évvel korábban ugyanilyen módon vetett véget az életének. Október 12-i polgári temetése óta a római Flaminio temetőben nyugszik.

## Játékfilmei
- Il sole sorge ancora (Mégis felkel a nap), társ forgatókönyvíró (rendezteː Aldo Vergano), 1946, háborús filmdráma
- Tragikus hajsza (Caccia tragica), író, forgatókönyvíró (rendezteː Giuseppe De Santis), 1947
- Németország a nulladik évben[4] (Germania anno zero), forgatókönyvíró (dialógus) (rendezteː Roberto Rossellini), 1948, olasz-német-francia filmdráma
- A Pó malmai, társ író, 1948
- Keserű rízs (Riso amaro), író, forgatókönyvíró (rendezteː Giuseppe De Santis), 1949

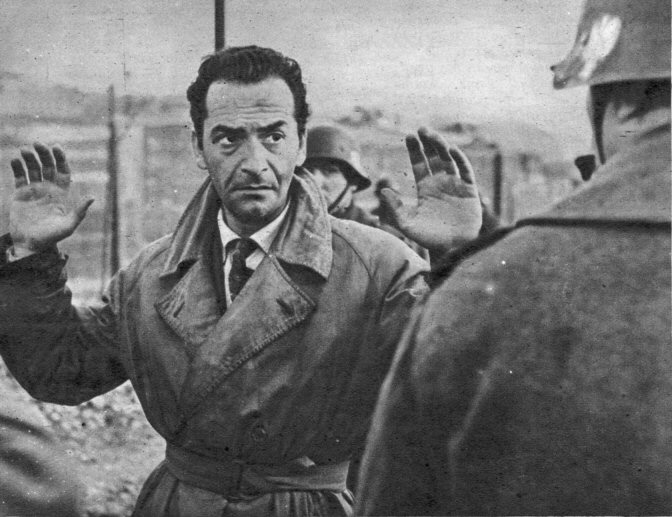
Jelenet A bátrak csapata című filmjéből (Andrea Checchi)

- Nincs béke az olajfák alatt (Non c'è pace tra gli ulivi), forgatókönyv (rendezteː Giuseppe De Santis), 1950
- A bátrak csapata[1] (Achtung! Banditi!), rendező, író, forgatókönyvíró, 1951, háborús filmdráma
- A nagyváros peremén'[5] (Ai margini della metropoli), rendező Massimo Midával, forgatókönyvíró, 1953
- Szegény szerelmesek krónikája (Cronache di poveri amanti), rendező, forgatókönyvíró, 1954, háborús filmdráma
- Siluri umani (Emberi torpedók), társrendező, társ forgatókönyvíró (rendezte Antonio Leonviolaval és Marcantonio Bragadinnal), 1954

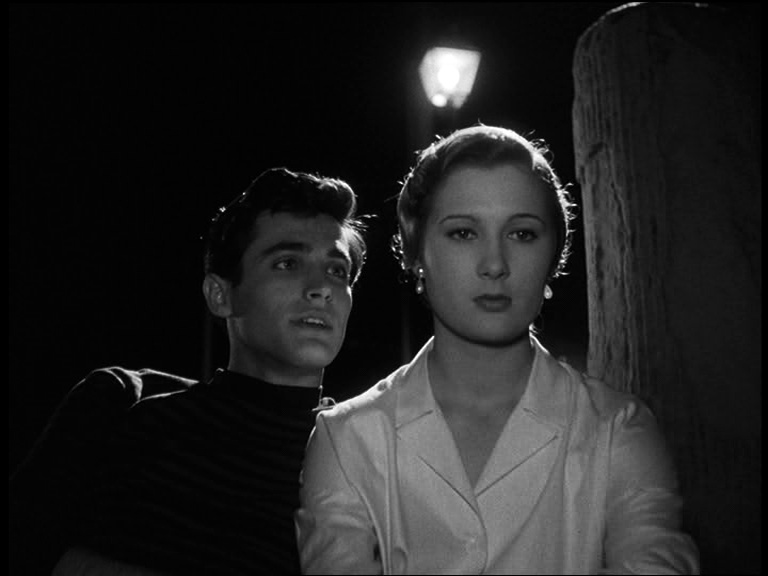
Eva Vanicek és Gabriele Tinti a Szegény szerelmesek krónikája jelenetében

- Akinek hiányzik egy kereke… (Lo svitato), rendező, forgatókönyvíró, 1956
- Esterina (Esterina), rendező, 1959, francia–olasz filmdráma
- Il gobbo (A púpos), rendező, társ forgatókönyvíró, 1960
- Orazi e Curiazi (Bajnokpáros), forgatókönyvíró, 1961, olasz–jugoszláv akciófilm
- A lovascsendőr[6] (Il carabiniere a cavallo), rendező, 1961, vígjáték
- L'oro di Roma (Róma aranya), rendező, író, 1961, olasz–francia filmdráma
- Il processo di Verona (A veronai per), rendező, 1963, olasz–francia történelmi filmdráma
- La vita agra (Keserves sors), rendező, társ forgatókönyvíró, 1964, vígjáték
- Amori pericolosi, a La ronda című rész (Veszélyes szerelem – Az őrjárat), rendező, társ forgatókönyvíró, 1964, olasz–francia filmdráma
- La Celestina P… R… (Celestina), rendező, társ forgatókönyvíró, 1965, vígjáték
- La guerra segreta (A titkos háború), társrendező, 1965, francia–olasz–nyugatnémet–amerikai filmdráma
- Segítség! Gyilkos! (L'autostrada del sole, az azonos című részt. Eredeti nemzetközi (angol) címe: Thrilling), társrendező, 1965, vígjáték
- Svegliati e uccidi (Ébredés és halál), rendező, társ író, 1966, olasz–francia bűnügyi filmdráma
- Sziklák vére (Un fiume di dollari), rendező Lee W. Beaver néven, 1966, westernfilm
- Nyugodjanak békébenǃ (Requiescant), rendező, társ-forgatókönyvíró, 1967, olasz–nyugatnémet western
- Banditák Milánóban (Banditi a Milano), rendező, társ író, 1968
- Gramigna szeretője (L'amante di Gramigna), rendező, társ író, 1969, olasz–bolgár filmdráma

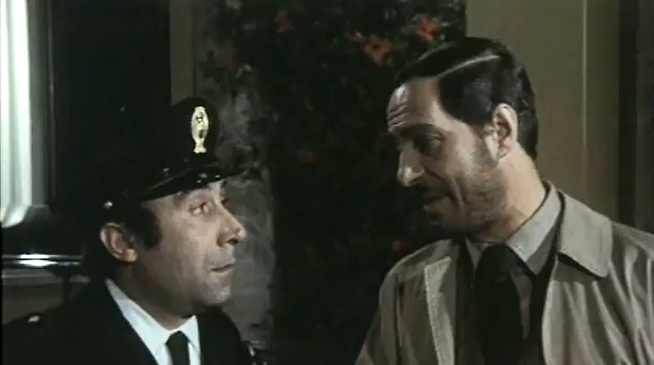
Roma bene

- Szerelem és düh, a Közömbösség c. epizód (Amore e rabbia – L'indifferenza), társrendező, társ író, 1969 olasz–francia filmdráma
- Barbagia (La società del malessere) (Barbagia[7]), rendező, társ író, 1969, bűnügyi filmdráma
- Roma bene (Róma krémje), rendező, társ író, társ forgatókönyvíró, 1971, olasz–francia–nyugatnémet vígjáték
- Sötét Torino (Torino nera), 1972, rendező, olasz–francia politikai krimi
- Kattant Joe (Crazy Joe), rendező, 1974, olasz–amerikai bűnügyi film

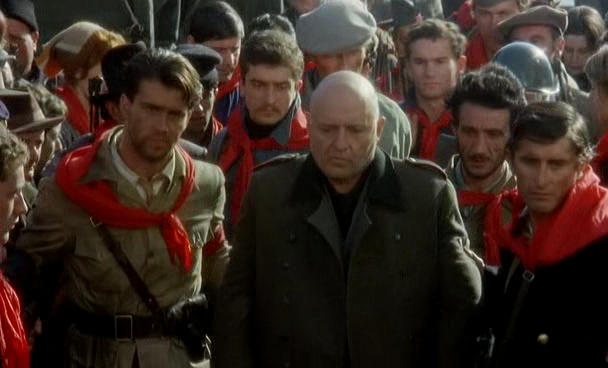
Mussolini végnapjai

- Mussolini végnapjai (Mussolini ultimo atto), rendező, társ forgatókönyvíró, 1974, filmdráma
- Storie di vita e malavita (Racket della prostituzione minorile), (Az élet és a bűn történetei (Gyermekprostitúció-jelentés)), társrendező, társ forgatókönyvíró, 1975, filmdráma
- San Babila egy napja (San Babila ore 20: un delitto inutile), rendező, forgatókönyvíró, 1976, filmdráma, politikai krimi
- Kleinhoff Hotel, rendező, 1977, olasz–nyugatnémet filmdráma
- Fontamara I–II. (Fontamara), rendező, társ író, 1980, filmdráma
- La casa del tappeto giallo (A ház sárga szőnyeggel), rendező, 1983, horrorfilm
- Mamma Ebe, rendező, társ író, 1985, filmdráma
- Kedves Gorbacsov (Caro Gorbaciov), rendező, társ író, 1988, filmdráma
- Capitolium, rendező Francesco Lizzanival, 1989
- Cattiva (A Gonosz), rendező, 1991, filmdráma
- Celluloid (Celluloide), rendező, társ író, 1996, filmdráma
- Hotel Meina, rendező, társ forgatókönyvíró, 2007, olasz-francia-szerb történelmi filmdráma
- All Human Rights for All – Art. 1 című rész (Minden emberi jog mindenkié – 1. cikk), társrendező, társ forgatókönyvíró, 2008, filmdráma
- A Scossa című film Speranza című epizódja (Sokk – Remény), társrendező, társ író, 2011, filmdráma

## Tévéfilmei
- Capitali culturali d'Europa; Venezia című epizód (Európa kulturális fővárosai – Velence), sorozat, 1983
- Dieci registi italiani, dieci racconti italiani című tévésorozat Inverno di malato című epizódja (Tíz olasz rendező, tíz olasz történet – Beteg tél), 1983
- C'era una volta un re e il suo popolo (Volt egyszer egy király és az ő népe), 1983
- Nucleo zero, rendező, forgatókönyvíró, 1984
- Un'isola (Sziget), 1986
- Assicurazione sulla morte (Halálos biztonság), 1987
- Átverés (Cause à l'autre, a Série noire (Sötét sorozat) része), rendező, 1988, olasz–francia sorozat
- Quattro storie di donne című minisorozat Emma című epizódja (Négy nő története – Emma), 1989
- La trappola (A csapda), 1989
- A Dozier-eset (Il caso Dozier), 1993
- A nő a vonatról (La donna del treno), 1998
- Maria José, az utolsó királyné (Maria José – L'ultima regina), 2002
- Milánó öt napja (Le cinque giornate di Milano) minisorozat, 2004

## Dokumentumfilmjei
- Togliatti è ritornato (Togliatti visszatérése), író, társrendező Basilio Franchinával, 1948, rövidfilm
- Viaggio al sud (Utazás a délre), rendező, 1949
- Via Emilia Km 147 (Via Emilia, 147 km), 1949
- Nel Mezzogiorno qualcosa è cambiato (Délen valami megváltozott), 1950
- Modena, città dell'Emilia Rossa (Modena, a vörös Emilia tartomány városa), rövidfilm, 1950
- Szerelem a városban című dokumentumfilm A szerelem, amiért fizetsz c. epizódja (L'amore in città – L'amore che si paga), 1953
- Simplon alagút, társ író, 1958, NDK (dokumentumfilm?)
- La muraglia cinese (A kínai fal), 1958
- L'Italia con Togliatti (Olaszország Togliattival), rövidfilm, 1964
- Facce dell'Asia che cambia (Ázsia változó arcai), tévéfilmsorozat, 1973
- Africa nera Africa rossa (Fekete Afrikai, vörös Afrika), tv-minisorozat, 1978
- L'addio a Enrico Berlinguer (Búcsú Enrico Berlinguertől), kollektív dokumentumfilm, 1984
- Imago urbis (Városkép), kollektív dokumentumfilm, 1987
- 12 olasz város – 12 olasz filmrendező – a Cagliari c. rész (12 registi per 12 città – Cagliari), 1989
- Roma dodici Novembre 1994 (Róma, 1994. november 12.), rövidfilm, 1995
- Luchino Visconti, 1999
- Roberto Rossellini: Frammenti e battute (Roberto Rossellini: Töredékek és történetek), 2000
- Napoli Napoli Napoli (Nápoly, Nápoly, Nápoly), 2006
- Giuseppe De Santis tévéfilm, 2008
- The Unionist (Az unionista), 2010
- Il mio Novecento (Az én huszadik századom), 2010
- Az olasz film emlékei és szereplői: a Taviani testvérek (Parlando di cinema: Intervista ai Taviani), rendező, tévéportréfilm

## Színész, szereplő
- Il sole sorge ancora (Mégis felkel a nap, rendezteː Aldo Vergano), 1946 – Don Camillo
- Tragikus hajsza (Caccia tragica, rendezteː Giuseppe De Santis), 1947 – Il reduce che tiene un comizio
- A Pó malmai, 1948
- Banditák Milánóban (Banditi a Milano, saját rendezés), 1968 – rendőrtiszt
- Barbagia (La società del malessere) (Barbagia,[7] saját rendezés), 1969 – újságíró
- Il bivio (A kereszteződés), tv-minisorozat, 2. epizód, 1972, szereplő mint Carlo Lizzani
- Vasalatlanok a Buon Natale marmittoni és Reclute című epizód, 1989, tévéfilmsorozat
- Barocco (Barokk), rendezteː Claudio Sestieri, 1991 – Filippo
- Cosa c'entra con l'amore, rendezteː Marco Speroni, 1997
- Giochi pericolosi (Veszélyes játékok), tévéfilm, rendezteː Alfredo Angeli, 2000
- Papa Giovanni – Ioannes XXIII (XXIII. János pápa), tévéfilm, rendezteː Giorgio Capitani, 2002 – XII. Piusz pápa
- Edda, 2005, rendezteː Giorgio Capitani, tévéfilm – szenátor
- Gioco da ragazzi (Fiús játék), rövidfilm, rendezteː Alessandro Greco, 2006
- Próbálja újra, professzor! (Provaci ancora prof!) Egy hideg este (Una sera troppo fredda) című epizód, 2008, tévéfilmsorozat
- Gli anni delle immagini perdute (Az évek elveszett képei), tévéfilm, 2012, színész
- Negli occhi (Saját szemmel), rendezteː Daniele Anzellotti és Francesco Del Grosso, 2009, szereplő
- Mr. Teddy, filmdráma, 2012

## Könyvei
- Il cinema italiano (Az olasz film), Parenti, Firenze, 1953, 1954
- Az olasz film története I–II. (Storia del cinema italiano. 1895–1961, Parenti, Firenze, 1961), Budapest, 1967, fordította: Gaál István, 302 oldal, Filmművészeti könyvtár sorozat
- Az olasz film története (Il cinema italiano. 1895–1979, Editori Riuniti, Róma, 1979), Gondolat Könyvkiadó, Budapest, 1981, fordította: Gaál István, ISBN 9632810619
- Il discorso delle immagini. Cinema e televisione: quale estetica? (Beszédes képek – Mozi és televízió: milyen az esztétikájuk?), Marsilio, Velence 1995, ISBN 8831763008
- Attraverso il Novecento (A huszadik századon át), Scuola nazionale di cinema-Lindau, Róma-Torino 1998, ISBN 8871801903
- Il mio lungo viaggio nel secolo breve (~Hosszú utazásom a rövid században), Torinó, Einaudi, 2007, ISBN 880618802X
- Riso amaro. Dalla scrittura alla regia (Keserű rizs – A forgatókönyvtől a rendezésig), Bulzoni, Róma,  2009, ISBN 9788878703933
- Il giro del mondo in 35 mm. Un testimone del Novecento (35 mm-es világtúra – a XX. század tanúja), Rai-Eri, Róma, 2012, ISBN 9788839715661
- Carlo Lizzani. Italia anno zero (Carlo Lizzani – Olaszország a nulladik évben[8]), Bordeaux Edizioni, Róma, 2013, ISBN 9788897236290

### Magyarul
- Az olasz film története, 1895–1961, 1–2.; függelék Giovanni Vento, ford. Gaál István; Magyar Filmtudományi Intézet, Budapest, 1967 (Filmművészeti könyvtár)
- Az olasz film története, 1895-1979; ford. Gaál István, utószó Nemeskürty István; ]. Gondolat, Bp., 1981

## Magyarul olvasható cikkei, rövidebb írásai
- Róma aranykora című írása (fordította: Vásárhelyi Miklós) a Róma című kötetben, Európa Könyvkiadó, Budapest, 1965 (Regélő városok sorozat)
- Új társadalom, új film című fejezet a Képkorszak – Szöveggyűjtemény a Mozgóképkultúra és médiaismeret oktatásához, Korona Kiadó, Budapest, 1998, 2003, 2004, ISBN 9639036552

## Róla
- Carlo Lizzani – Aki visszaadta a velencei fesztivál rangját; in: Máté Judit: A Cinecittá szalonja – Római találkozások, Ifjúsági Lap- és Könyvkiadó Vállalat, Budapest, 1985, ISBN 9634227015

## Kitüntetései
- 1996 – Az Olasz Köztársaság Érdemrendjének Főtiszti Címe és Kereszt rendjele
- 2002 – Az Olasz Köztársaság Érdemrendjének Lovagi Címe és Kereszt rendjele